# Дифосфин
Дифосфин — неорганическое соединение фосфора с водородом состава P2H4, содержащее связь фосфор-фосфор. Гомологичен гидразину, очень токсичен и склонен к самовозгоранию (примесью дифосфина объясняется самовозгорание фосфина в воздухе, тогда как чистый фосфин таким свойством не обладает). 

## Название
В англоязычной литературе часто используют название по аналогии с органическими предельными углеводородами с окончанием -ан: diphosphane (дифосфан), при этом дифосфинами называют фосфорорганические соединения, наиболее часто используемые в качестве бидентатных фосфиновых лигандов в неорганической и металлоорганической химии. Но такое различие не устоявшееся и ряд других источников придерживаются названия дифосфин.

## Получение
Дифосфин получают путем гидролиза монофосфида кальция, которого более правильно записывать как производное P24−, аналогичному пероксиду водорода. По оптимизированной методике гидролиз 400 г Са2Р2 при −30 °С дает около 20 г продукта, слегка загрязненного фосфином: {\displaystyle {\mathsf {Ca_{2}P_{2}+4H_{2}O\rightarrow P_{2}H_{4}+2Ca(OH)_{2}}}}

## Строение, свойства
По строению близок к гидразину, менее симметричный, с расстоянием связи P-P в 2,219 ангстрем.
Дифосфин — при температуре выше −99 °C представляет собой бесцветную жидкость, разлагается в присутствии следов кислоты, при температуре выше −10 °С (особенно под действием света) и на шероховатых поверхностях. Он смешивается с сероуглеродом, пиридином, углеводородами, простыми эфирами, монометиловым эфиром диэтиленгликоля, диметиловым эфиром диэтиленгликоля, триамидом гексаметилфосфорной кислоты и растворим в метаноле. В воде нерастворим.
Дифосфин самовоспламеняется на воздухе:
{\displaystyle {\mathsf {2P_{2}H_{4}+7O_{2}\rightarrow 2P_{2}O_{5}+4H_{2}O}}}

{\displaystyle {\mathsf {5P_{2}H_{4}+14KMnO_{4}+21H_{2}SO_{4}\rightarrow 10H_{3}PO_{4}+7K_{2}SO_{4}+14MnSO_{4}+16H_{2}O}}}
При температуре выше −30 °C он медленно диспропорционирует до PH3 и высших фосфинов. Он часто встречается в виде примеси в коммерчески доступном монофосфине.
Реакция дифосфина с бутиллитием дает множество конденсированных полифосфиновых соединений.

## Органические дифосфины
Известно множество органических производных дифосфина. Эти виды получают редуктивным связыванием тетрафенилдифосфина из хлордифенилфосфина:
2ClPPh2 + 2Na → Ph2P−PPh2 + 2NaCl
Метиловое соединение P2(CH3)4 получают восстановлением (CH3)2P(S)−P(S)(CH3)2, которое получают метилированием тиофосфорилхлорида метилмагнийбромидом.